# Салиште (Бихор)
Салиште (рум. Săliște) насеље је у Румунији у округу Бихор у општини Спинуш. Oпштина се налази на надморској висини од 147 m.

## Становништво
Према подацима из 2002. године у насељу је живело 264 становника.

### Попис2002.
| Расподела становништва по националности 2002.‍ | Расподела становништва по националности 2002.‍ | Расподела становништва по националности 2002.‍ | Расподела становништва по националности 2002.‍ | Расподела становништва по националности 2002.‍ |
| --------------------------------------------- | --------------------------------------------- | --------------------------------------------- | --------------------------------------------- | --------------------------------------------- |
|                                               |                                               |                                               |                                               |                                               |
| Румуни                                        | Румуни                                        |                                               | 199                                           | 75,4%                                         |
| Мађари                                        | Мађари                                        |                                               | 49                                            | 18,6%                                         |
| Роми                                          | Роми                                          |                                               | 16                                            | 6,1%                                          |